# Удовицький Гаврило Гаврилович
Гаврило Гаврилович Удовицький (1872 — ?) — український селянин, учасник російсько-японської війни. Депутат Державної думи Російської імперії III скликання від Полтавської губернії.

## Життєпис
Народився приблизно в 1872 році. Селянин села Кобеляки Кременчуцького повіту Полтавської губернії.
Здобув освіту в земському однокласному народному училищі. Займався хліборобством, володів п'ятьма десятинами землі.
Протягом шести років служив на Далекому Сході Росії в 1-му мортирному батальйоні міста Микольську-Уссурійському. Брав участь у російсько-японській війні 1904—1905 років, за що був нагороджений Відзнакою Військового ордена святого Георгія IV ступеня.
14 жовтня 1907 року обраний до Державної думи Російської імперії III скликання від Полтавської губернії. Протягом першої сесії скликання входив до фракції октябристів, протягом другої — прогресистів, з третьої сесії був позафракційним. Працював у Переселенській комісії.
Подальша доля невідома.